# Copelatus bonvouloiri
Copelatus bonvouloiri är en skalbaggsart som beskrevs av Sharp 1882. Copelatus bonvouloiri ingår i släktet Copelatus och familjen dykare. Inga underarter finns listade i Catalogue of Life.